# Чемпионат мира по фехтованию 1958
Чемпионат мира по фехтованию 1958 года проходил с 17 по 30 августа в Филадельфии (США). В нём приняли участие 190 спортсменов из 20 стран. Среди мужчин соревнования проходили в личном и командном зачёте по фехтованию на саблях, рапирах и шпагах, среди женщин — только первенство на рапирах в личном и командном зачёте.

## Общий медальный зачёт
| Место | Страна         | Золото | Серебро | Бронза | Всего |
| ----- | -------------- | ------ | ------- | ------ | ----- |
| 1     | СССР           | 3      | 4       | 1      | 8     |
| 2     | Италия         | 2      | 1       | 1      | 4     |
| 3     | Венгрия        | 1      | 2       | 1      | 4     |
| 4     | Франция        | 1      | 0       | 3      | 4     |
| 5     | Великобритания | 1      | 0       | 0      | 1     |
| 6     | ФРГ            | 0      | 1       | 0      | 1     |
| 7     | Польша         | 0      | 0       | 2      | 2     |
| Всего | Всего          | 8      | 8       | 8      | 24    |

## Медалисты

### Мужчины
| Дисциплина                  | Золото | Серебро                                                               | Бронза |
| --------------------------- | --- | --------------------------------------------------------------------- | --- |
| Шпага Личное первенство     | Генри Хоскинс | Эдоардо Манджаротти                                                   | Арнольд Чернушевич                                                                                               |
| Шпага Командное первенство  | Италия · Эдоардо Манджаротти · Франко Бертинетти · Джузеппе Дельфино · Джанлуиджи Саккаро · Карло Павези · Альберто Пеллегрино | Венгрия · Лайош Бальтхазар · Арпад Барань · Тамаш Габор · Иштван Каус | Франция · Даниэль Дагалье · Жак Гитте · Морис Ю · Жерар Лефранк · Арман Муйяль · Рене Керу                       |
| Рапира Личное первенство    | Джанкарло Бергамини | Ференц Цвиковски                                                      | Бернар Боду |
| Рапира Командное первенство | Франция · Клод Бансилон · Бернар Боду · Роже Клоссе · Жак Гитте · Кристиан д’Ориола · Клод Неттер                              | СССР · Марк Мидлер · Юрий Рудов · Юрий Сисикин · Герман Свешников     | Италия · Джанкарло Бергамини · Марио Курлетто · Эдоардо Манджаротти · Альберто Пеллегрино · Антонио Спаллино     |
| Сабля Личное первенство     | Яков Рыльский | Давид Тышлер                                                          | Ежи Твардокенс                                                                                                   |
| Сабля Командное первенство  | Венгрия · Аладар Геревич · Золтан Хорват · Рудольф Карпати · Пал Ковач · Тамаш Менделеньи                                      | СССР · Умяр Мавлиханов · Лев Кузнецов · Яков Рыльский · Давид Тышлер  | Польша · Ежи Павловский · Войцех Заблоцкий · Зигмунт Павлас · Анджей Пионтковский · Эмиль Охира · Ежи Твардокенс |

### Женщины
| Дисциплина                  | Золото                                                                                                   | Серебро                                                                 | Бронза                                                                      |
| --------------------------- | --- | ----------------------------------------------------------------------- | --------------------------------------------------------------------------- |
| Рапира Личное первенство    | Валентина Растворова                                                                                     | Эмма Ефимова                                                            | Ильдико Рейтё                                                               |
| Рапира Командное первенство | СССР · Галина Горохова · Эмма Ефимова · Валентина Растворова · Валентина Прудскова · Александра Забелина | ФРГ Хельми Хёле Ильзе Кейдель Астрид Берндт Хайди Шмид Хельга Фольц-Мес | Франция · Катерина Бернхайм · Рене Гариль · Франсуаза Майяр · Режин Веронне |